# Joop Stokkermans
Johannes Andreas (Joop) Stokkermans (Leiden, 20 februari 1937 – Hilversum, 25 oktober 2012) was een Nederlandse componist en pianist.

## Levensloop
Joop Stokkermans werd geboren in Leiden als jongste zoon van Johannes Petrus Stokkermans en Jozina Johanna Louwrier. Vanaf zijn twaalfde kreeg hij pianolessen van Theo van der Pas. Na het conservatorium in Den Haag, waar hij piano en compositie studeerde, ging Stokkermans in de leer bij de Franse meesterpianist Robert Casadesus in Parijs. In 1960 behaalde hij de Prix d'Excellence, de hoogste muzikale onderscheiding. In de jaren hierna componeerde hij vele liederen in het genre van de lichte muziek. Zo schreef hij er een aantal voor de Nederlandse deelname aan het Eurovisiesongfestival, bijvoorbeeld Katinka (1962, laatste plaats) en Tijd.... (1971, 6e plaats). Het jaar hierop verscheen de eerste aflevering van de televisieserie Kunt u mij de weg naar Hamelen vertellen, mijnheer?, waarvoor Stokkermans samen met tekstschrijver Harrie Geelen de muziek verzorgde. Na 45 afleveringen kregen zij plotseling de opdracht ermee te stoppen en eindigde de serie abrupt.
Wederom een jaar later componeerde Stokkermans de muziek van het nummer 'Dobbe Dobbe Dobbe', waarvoor hij de Louis Davidsprijs uitgereikt kreeg. Dit nummer werd gezongen door Jasperina de Jong, voor wie Joop Stokkermans in de jaren erna vele stukken componeerde. In 1974 mocht hij de Gouden Harp in ontvangst nemen voor zijn gehele oeuvre.

### Producties voor radio en tv
In hetzelfde jaar werkte hij wederom met Harrie Geelen samen aan de succesvolle jeugdserie Q & Q. Daarnaast componeerde hij rond dezelfde periode de liedjes van de kinderseries Tita Tovenaar en De Bereboot, die eveneens veel bekeken werden. Van 1976 tot 1978 werkte hij mee aan het succesvolle radioprogramma voor kleuters Radio Lawaaipapegaai. Het schrijven van liedjes voor Kleutertje luister nam hij over van Herman Broekhuizen.
In de jaren tachtig schreef Stokkermans nog steeds veel muziek voor Jasperina de Jong en componeerde hij muziek voor meerdere albums van het kinderkoor Kinderen voor Kinderen. Het daaropvolgende decennium bedacht hij muziek voor de televisieseries De zomer van '45 en In naam der koningin (1996) en schreef hij liedjes voor Paul de Leeuw en Rob de Nijs. Tevens schreef hij de muziek voor de televisieserie Het Wassende Water.
Veel Radio4-luisteraars kennen Stokkermans van de unieke wijze waarop hij Caroline Kaart begeleidde in haar jarenlange programma 'Klassiek met Caroline'. Terwijl zij haar aankondigingen deed van de klassieke stukken wist hij met zacht pianospel op de achtergrond een vloeiende overgang te bewerkstelligen van het voorgaande naar het volgende stuk.

### Musicals
In het jaar 2000 werd de serie Kunt u mij de weg naar Hamelen vertellen, mijnheer? als musical naar het theater gehaald, waar het veel belangstelling trok. De muziek was wederom van Stokkermans. Ook in 2001 was zijn muziek in de theaters te horen, ditmaal in de musical nijntje naar het werk van Dick Bruna. Op 8 december 2002 werd in het Luxor Theater in Rotterdam een hommage gegeven aan Joop Stokkermans onder de titel 'Van Hamelen tot Leverworst'. Dit eerbetoon was georganiseerd door de vele artiesten waarvoor hij gecomponeerd had. Zo waren Paul de Leeuw en Loeki Knol aanwezig, en ook Karin Bloemen, Gerard Cox en Mathilde Santing traden op. In 2004 kwam nijntje weer terug in de theaters in de musical nijntje is er weer, opnieuw met muziek van Stokkermans.
Ook verscheen hij zelf op Radio 4, met zijn radioprogramma Stokkermans Solo - een week in muziek, waarin hij door middel van zijn eigen muziekkeuze en aan de hand van opvallende krantenberichten de afgelopen week besprak. In november 2006 vond in Oss de première plaats van de allereerste Nederlandstalige operette, waarvoor Stokkermans de muziek componeerde. Dit was een kleinschalige productie in opdracht van Stichting Oss Cultureel met Maaike Widdershoven in de hoofdrol. In 2008 werkte hij aan de muziek voor zijn nieuwste productie, de musical Hotel Johanna, wederom met Maaike Widdershoven in de hoofdrol en gesitueerd in Oss, die in november in première zou gaan.

### Overlijden
In 2012 overleed Stokkermans na een kort ziekbed in de leeftijd van 75 jaar in een ziekenhuis in Hilversum. Hij werd op 31 oktober vanuit de Sint-Jansbasiliek in Laren begraven.

## Privé
Stokkermans was getrouwd en had twee kinderen. Joop Stokkermans was een halfbroer van Hans Stokkermans, bassist van The Shorts.

## Muziek voor radio
- 1969: 00000 Scrooge en Marley
- 1971: 00000 Rumoer rondom Heemgaard
- 1976 - 1978: Radio Lawaaipapegaai
- 1978 - 1982: De Zandbakshow
- 1982 - 1984: Duimeland
- 1984 - 1987: Snotneus Ahoy!
- 1987 - 1990: Leuterkoek en zandgebak

## Muziek voor televisie
- 1960 - 1961: Bas Boterbloem
- 1962 - 1964: De avonturen van Okkie Trooy
- 1966 - 1974: Rikkie en Slingertje
- 1967 - 1968: Paulus de boskabouter
- 1967 - 1968: Ed en Ebbeltje
- 1967 - 1969: M'n broer en ik
- 1968 - 1969: De avonturen van Pinokkio
- 1968 - 1969: Labberdibbus
- 1968 - 1970: Rust noch duur (televisieserie met Jasperina de Jong)
- 1968 - 1971: Oebele
- 1970 - 1971: Pip en Zip
- 1971 - 1988: KRO-herkenningsmelodie
- 1971 - 1972: Nieuwe avonturen van Prikkebeen
- 1972 - 1976: Kunt u mij de weg naar Hamelen vertellen, mijnheer?
- 1972 - 1974: Citroentje met suiker
- 1972 - 1974: Tita Tovenaar
- 1973: 00000 De Kerstnachtmerrie
- 1973 - 1975: Muziek in uw straatje (leader)
- 1973 - 1976: Peppi en Kokki
- 1974 - 1975: Spuit elf
- 1974 - 1978: Barbapapa
- 1974 - 1976: Q & Q (leader)
- 1976: 00000 NCRV-herkenningsmelodie
- 1976: 00000 Hansje en het Welbehagen
- 1976 - 1978: De Bereboot
- 1977: 00000 Sinterklaas is jarig
- 1977 - 1978: De Kris Pusaka (leader)
- 1977 - 1981: Van Gewest tot Gewest (leader)
- 1977 - 1983: Daar vraag je me wat (leader)
- 1978 - 1979: Astronautjes
- 1978 - 1982: Studio Lawaaipapegaai
- 1979: 00000 Het boek van Jaap (Sinterklaasuitzending)
- 1979 - 1980: Duel in de diepte (leader)
- 1979 - 1980: Erik of het klein insectenboek
- 1979 - 1981: De Late Late Lien Show
- 1979 - 1982: Studio Lawaaipapegaai
- 1980 - 2001: Kinderen voor kinderen
- 1981 - 1984: Dag huis, dag tuin, dag opbergschuur
- 1982 - 1983: Armoede
- 1982 - 1983: Gods gabbers
- 1983 - 1984: Schoppen troef
- 1984 - 1985: Oma Fladder (leader)
- 1984: 00000 Tussen Kunst & Kitsch
- 1985: 00000 Een aap om mee te praten
- 1985 - 1986: Het wassende water
- 1985 - 1988: De Brekers (leader)
- 1986: 00000 NOS-herkenningsmelodie
- 1986: 00000 SchoolTV-herkenningsmelodie
- 1987 - 1988: Spanning in Slagharen
- 1987: 00000 Waar de ster bleef stille staan
- 1988: 00000 AVRO-herkenningsmelodie
- 1988 - 1989: Rust roest (leader)
- 1991 - 1992: De zomer van '45
- 1993 - 1995: Coverstory (leader)
- 1995: 00000 Voor een verloren soldaat
- 1996: 00000 In naam der koningin
- 1998 - 2000: Ben zo terug (leader)

## Muziek voor theater
- 1966: Lach 'ns in de spiegel (cabaretprogramma van Cees van Oyen)
- 1969: Aarde en adem (een jeugddienst voor koor- en volkszang van Jan N. Duin en Joop Stokkermans)
- 1970: De Jasperinashow (theatershow van Jasperina de Jong)
- 1971: Moeder, er komt een bevolkingsexplosie! Ja kind, dat zal me een klap geven! (cabaretprogramma van Lurelei)
- 1972: Jasperina's Grote Egotrip (theatershow van Jasperina de Jong met onder andere Dobbe, dobbe, dobbe)
- 1972: In de zesde hemel (cabaretprogramma van Tekstpierement)
- 1973: Blijf zitten waar je zit (cabaretprogramma van Tekstpierement)
- 1973: Tête à Ted (cabaretprogramma van Ted de Braak)
- 1973: Het mannetje van Stavoren (jeugdmusical van het Amstel Toneel)
- 1974: Tour de Chant (liedjesprogramma van Jasperina de Jong)
- 1974: Wit op zwart (cabaretprogramma van Tekstpierement)
- 1974: Pas op voor krokodillen (jeugdmusical van het Amstel Toneel)
- 1975: De Engel van Amsterdam (musical met in de hoofdrol Jasperina de Jong)
- 1976: Jozefien en Jasperien (theatershow van Jasperina de Jong)
- 1976: Alle vogels vliegen (jeugdmusical van het Amstel Toneel)
- 1977: Alles in de wind (jeugdmusical van het Amstel Toneel)
- 1978: Ja, wij zijn daar gek! (cabaretprogramma van Tekstpierement)
- 1979: Beestenspel (jeugdmusical van het Amstel Toneel)
- 1979: Opus 1 + 2 (theatershow van Thérèse Steinmetz)
- 1979: Thuis best (theatershow van Jasperina de Jong)
- 1980: Broodje Boek (jeugdmusical voor het Amstel Toneel)
- 1980: Tussen zomer en winter (theatershow van Jasperina de Jong)
- 1981: En God zag dat het goed was (theaterprogramma van Jenny Arean en Ischa Meijer)
- 1982: Fien (musical met in de hoofdrol Jasperina de Jong)
- 1982: Een aap om mee te praten (jeugdmusical voor de Stichting Jeugdkomedie Amsterdam)
- 1983: Het najaar van de heksen (jeugdmusical voor de Stichting Jeugdkomedie Amsterdam)
- 1985: De Gekkin van de Gracht (theatershow van Jasperina de Jong)
- 1987: Victoria (theatershow van Jasperina de Jong)
- 1988: Een kat in een vreemd pakhuis (jeugdmusical voor de Stichting Jeugdkomedie Amsterdam)
- 1989: Tour de Chant II (liedjesprogramma van Jasperina de Jong)
- 1990: Kijk naar je eigen (jeugdmusical voor de Stichting Jeugdkomedie Amsterdam)
- 1991: Dat had je gedroomd (jeugdmusical voor de Stichting Jeugdkomedie Amsterdam)
- 1992: Hoe verzin je het (jeugdmusical voor de Stichting Jeugdkomedie Amsterdam)
- 1993: Bekijk het maar (jeugdmusical voor de Stichting Jeugdkomedie Amsterdam)
- 1994: Morgenster (liedjesprogramma van Jasperina de Jong)
- 1994: Alle vogels vliegen (jeugdmusical voor de Stichting Jeugdkomedie Amsterdam)
- 1995: Lang leve de opera (musical met Jasperina de Jong en Lieuwe Visser)
- 1995: Wie heet er nou Bons? (jeugdmusical voor de Stichting Jeugdkomedie Amsterdam)
- 1996: Feest (jeugdmusical voor de Stichting Jeugdkomedie Amsterdam)
- 1997: Ik wil hier weg! (jeugdmusical voor de Stichting Jeugdkomedie Amsterdam)
- 1998: Spelenderwijs (jeugdmusical voor de Stichting Jeugdkomedie Amsterdam)
- 1999: Boevenpak (jeugdmusical voor de Stichting Jeugdkomedie Amsterdam)
- 2000: Pruikentijd (jeugdmusical voor de Stichting Jeugdkomedie Amsterdam)
- 2001: nijntje (musical)
- 2004: nijntje is er weer (musical)
- 2006: Villa Johanna (operette met in de hoofdrol Maaike Widdershoven)
- 2007: nijntje op vakantie (musical)
- 2008: Hotel Johanna (musical Stichting Oss Cultureel)
- 2010: Octopussy (musical Stichting Oss Cultureel)
- 2012: Revue Oss Anno Nu! (musical Stichting Oss Cultureel)

## Medewerking aan lp's en cd's
- 1967: Met het oog op kleinkunst (Henk van Ulsen) - Philips PY 844 043
- 1970: Mijn gebed (D.C. Lewis) kerkorgel
- 1971: Liselore (Liselore Gerritsen)
- 1971: Portret van Frans Halsema
- 1971: Liedjes van alle tijden (Saskia & Serge)
- 1971: The Magic Of The ARP-Synthesizer (met het orkest van Bert Paige)
- 1972: Elke dag is moederdag (Rob de Nijs en Ab Hofstee met kinderkoor Henk van der Velde)
- 1972: Pippi Langkous
- 1973: Leve de koningin (liedjes door kinderkoor Henk van der Velde)
- 1975: Ik zing van Amsterdam (onder anderen Rob de Nijs)
- 1975: Accent op Thérèse (Thérèse Steinmetz)
- 1975: Van dichtbij (Conny Vandenbos)
- 1977: Voor haar (Frans Halsema)
- 1978: Leven kun je leren (Jos Brink)
- 1978: Omdat ik je niet wil vergeten (Thérèse Steinmetz)
- 1979: Koeken voor de koning (kindermusical)
- 1980: Zeg 'ns A (kindermusical)
- 1982: Huilen is gezond (Wieteke van Dort)
- 1999: Stille liedjes (Paul de Leeuw)

## Muziek voor reclameboodschappen
| Douwe Egberts Koffie | \relative f' { \time 4/4 \key f \major f4 f f f8 f f g g g8~g4 } \addlyrics { Al -- tijd weer een ge -- zel -- lig mo -- ment }                                                    |
| Flevohof             | \relative g' { \time 4/4 \key c \major \partial 4. g8 a b c4 c8. c16 c8 g e c d4 c' c4. } \addlyrics { Be -- leef de dag van je le -- ven in de Fle -- vo -- hof }                 |
| Kips leverworst      | \relative f' { \time 4/4 \key f \major \partial 4 f8 g a4 a8. a16 a4 g8. a16 g8 f f d f4 } \addlyrics { Lie -- ver Kips le -- ver -- worst dan ge -- wo -- ne le -- ver -- worst } |
| Kodak                | \relative d' { \time 4/4 \key g \major \partial 4 d4 g2 fis4 d e8 e~e e e2 \bar "\|" } \addlyrics { Geef mij maar een Ko -- da -- ka -- do }                                       |
| Prodent tandpasta    | \relative d' { \time 4/4 \key d \major fis4 a a a a b8 a~a4 fis \bar "\|" } \addlyrics { Poets je tan -- den sterk met Pro -- dent }                                               |